# Championnat du Portugal de football américain
Le Championnat du Portugal de football américain (Liga Portuguesa de Futebol Americano en portugais ou LPFA en abrégé) est une compétition sportive réunissant depuis 2009 l'élite des clubs portugais de football américain.

## Organisation
La division Élite de la LPFA se compose de deux conférences de trois équipes pour la saison 2020 contrairement à la saison précédente où les sept équipes faisaient partie d'un seul groupe de 7 équipes. 
La saison régulière débute le 2 février et se termine le 3 mai. Elle est suivie par les dei-finales disputées les 16 et 17 mai et la finale nationale qui sera disputée le 30 ou 31 mai.

## Équipes Élite du championnat 2020
| Équipe              |
| ------------------- |
| Paredes Lumberjacks |
| Porto Mutts         |
| Braga Warriors      |

| Équipe            |
| ----------------- |
| Lisboa Devils     |
| Lisboa Navigators |
| Cascais Crusaders |

## Palmarès
| Date          | Finale             | Vainqueur                   | Score | Finaliste                   |
| ------------- | ------------------ | --------------------------- | ----- | --------------------------- |
| 22 mai 2010   | Portugal Bowl I    | Lisbonne Navigators         | 45–25 | Parades Lumberjacks         |
| 28 mai 2011   | Portugal Bowl II   | Lisbonne Navigators         | 38–27 | Parades Lumberjacks         |
| 26 mai 2012   | Portugal Bowl III  | Lisbonne Navigators         | 25–07 | Maximinos Warriors          |
| 18 mai 2013   | Portugal Bowl IV   | Lisbonne Navigators         | 20–12 | Porto Mutts                 |
| 31 mai 2014   | Portugal Bowl V    | Lisbonne Navigators         | 34–07 | Maximinos Warriors          |
| 6 juin 2015   | Portugal Bowl VI   | Lisbonne Navigators         | 32–13 | Crusaders Futebol Americano |
| 30 avril 2016 | Portugal Bowl VII  | Lisboa Devils               | 28–26 | Algarve Sharks              |
| 8 avril 2017  | Portugal Bowl VIII | Lisboa Devils               | 40–35 | Maia Renegades              |
| 28 avril 2018 | Portugal Bowl IX   | Portuscale Dragons          | 6–0   | Porto Mutts                 |
| 25 mai 2019   | Portugal Bowl X    | Lisboa Devils               | 23–60 | Porto Mutts                 |
| 28 mai 2022   | Portugal Bowl XII  | Crusaders Futebol Americano | 36–20 | Lisboa Devils               |

| Rang | Club                        | Nombre de titres | Dernier titre | Nombre de finales perdues | Dernière défaite en finale |
| ---- | --------------------------- | ---------------- | ------------- | ------------------------- | -------------------------- |
| 1    | Lisbonne Navigators         | 6                | 2015          | 1                         | 2022                       |
| 2    | Lisboa Devils               | 3                | 2019          | -                         | -                          |
| 3    | Crusaders Futebol Americano | 1                | 2022          | 1                         | 2015                       |
| 4    | Portuscale Dragons          | 1                | 2018          | -                         | -                          |
| 5    | Porto Mutts                 | -                | -             | 3                         | 2019                       |
| 6    | Maximinos Warriors          | -                | -             | 2                         | 2014                       |
| 6    | Parades Lumberjacks         | -                | -             | 2                         | 2011                       |
| 8    | Maia Renegades              | -                | -             | 1                         | 2017                       |
| 8    | Algarve Sharks              | -                | -             | 1                         | 2016                       |

## Anciens clubs
- Algarve Pirates : Club fondé en 2012 mais dissout en fin de championnat 2016 ;
- Candal Kings : Club fondé en 2011 et dissout après le championnat 2012 ;
- Canidelo Celtics : Club fondé en 2012 et dissout en fin de championnat 2013 ;
- Maia Mustangs : Club fondé en 2012 et dissoute en 2016, le club fusionne avec les ''Porto Renegades'' pour devenir les  ''Maiai Renegades''. En 2017 le club devient le ''Portuscale Dragons'' ;
- Santa Iria Wolves : Club fondé en 2012 et dissout fin de championnat 2013 ;
- Santiago Black Ravens : Ce club espagnol n'a évolué en championnat portugais qu'en saison 2013 et 2014. Depuis, il évolue dans le championnat espagnol ;
- Galicia Black Towers : Club espagnol dissout en 2012 ayant disputé le championnat du Portugal pendant 3 saisons.